# فتحية بنت فؤاد الأول
الأميرة فتحية ابنة الملك فؤاد الأول والملكة نازلي والأخت الشقيقة للملك فاروق

## حياتها
خرجت من مصر برفقة والدتها الملكة نازلي وعمرها حوالي 15 عاماً، وارتبطت بعلاقةٍ عاطفيَّة مع موظَّف صغير في قسم العلاقات العامَّة بوزارة الخارجية المصرية اسمه رياض غالي كان موكَّلاً بمساعدة العائلة في نقل حقائبها، وعند وصولهم إلى الولايات المتّحدة عقد غالي قرانه على الأميرة فتحيَّة بمؤازرة والدتها الملكة نازلي، وقد أثار هذا العمل غضب الملك فاروق، فزعمت نازلي أن المدعوّ رياض غالي أشهر إسلامه بغرض إتمام الزواج. وقام رياض غالي باستثمار أموالها وأموال الملكة نازلي في البورصات الأمريكية بعد أن حصل على توكيل عام منهما للتصرف باسميهما في كل ما يتصل بشئونهما المالية، فاندفع يضارب في البورصات الأمريكية بمنطق المقامر، فبدأ يرهن ممتلكاتهما ويقترض بضمانها لعلها تنجح في إنقاذ استثماراته من الخسائر. وبعد وفاة الرئيس جمال عبد الناصر بدأت فكرة العودة إلى مصر تراودها ووالدتها، ولكن اعتناقهما للدِّيانة المسيحية بالإضافة لرياض غالي كان يعتبر من أهم العوائق لعودتهما، ولكن بعد تدخل من الدكتور لويس عوض لاح في الأفق حلّ للمشكلة.

## أسرتها
أنجبت من رياض غالي ثلاثة أبناء هم:
- رفيق (ولد في 29 نوفمبر 1952 و توفي في 12 يوليو 1987 منتحراً في نفس يوم وفاة والده ).
- رائد (ولد في 20 مايو 1954، وتوفي في 26 يوليو 2007).
- رانيا (ولدت في 21 أبريل 1956 )و تعمل حالياً في مجال التمريض في ولاية كاليفورنيا

## مقتلها
في يوم 10 ديسمبر 1976 إستدرجها رياض غالي إلى شقته ليمنعها من العودة إلى مصر، وقام بإطلاق أربع رصاصات على رأسها مباشرة بينما أصابتها رصاصة أخرى في كتفها، فتوفِّيت في الحال، ثم أقدم على محاولة انتحار فاشلة بعد أن قتلها بثماني عشرة ساعة، لكنّه لم ينجح، وأصيب بالشَّلل، وحوكم بعدها و زُجّ به في السِّجن، وأصيب هناك بالعمى في أواخر أيّامه، ومات بعد مقتل الأميرة فتحيَّة بعدة سنوات.